# Yorixiriamori
Yorixiriamori é um personagem do mito da "árvore cantante" dos ianomâmis.

## A lenda
O deus com seu belo canto, encantava as mulheres e despertava a inveja e raiva entre os homens. Os revoltados se juntaram e tentaram matá-lo. 
De maneira misteriosa, Yorixiriamori aparecia quando as mulheres da aldeia saíam para se banhar no rio e começava a cantar. Tinha a aparência de um indígena de grande beleza física e uma voz que deixava as índigenas embebidas de amores.
Os índigenas ao saberem do ocorrido, buscavam por meios de encontrar Yorixiriam, mas o mesmo subiu em uma árvore e de lá cantava ainda mais alto. Os índidigenas porém, não desistiam e Yorixiriam sem ter mais para onde subir se transformou em um pássaro e voou para nunca mais voltar.